# Anton Dietrich Carl von Ingelheim

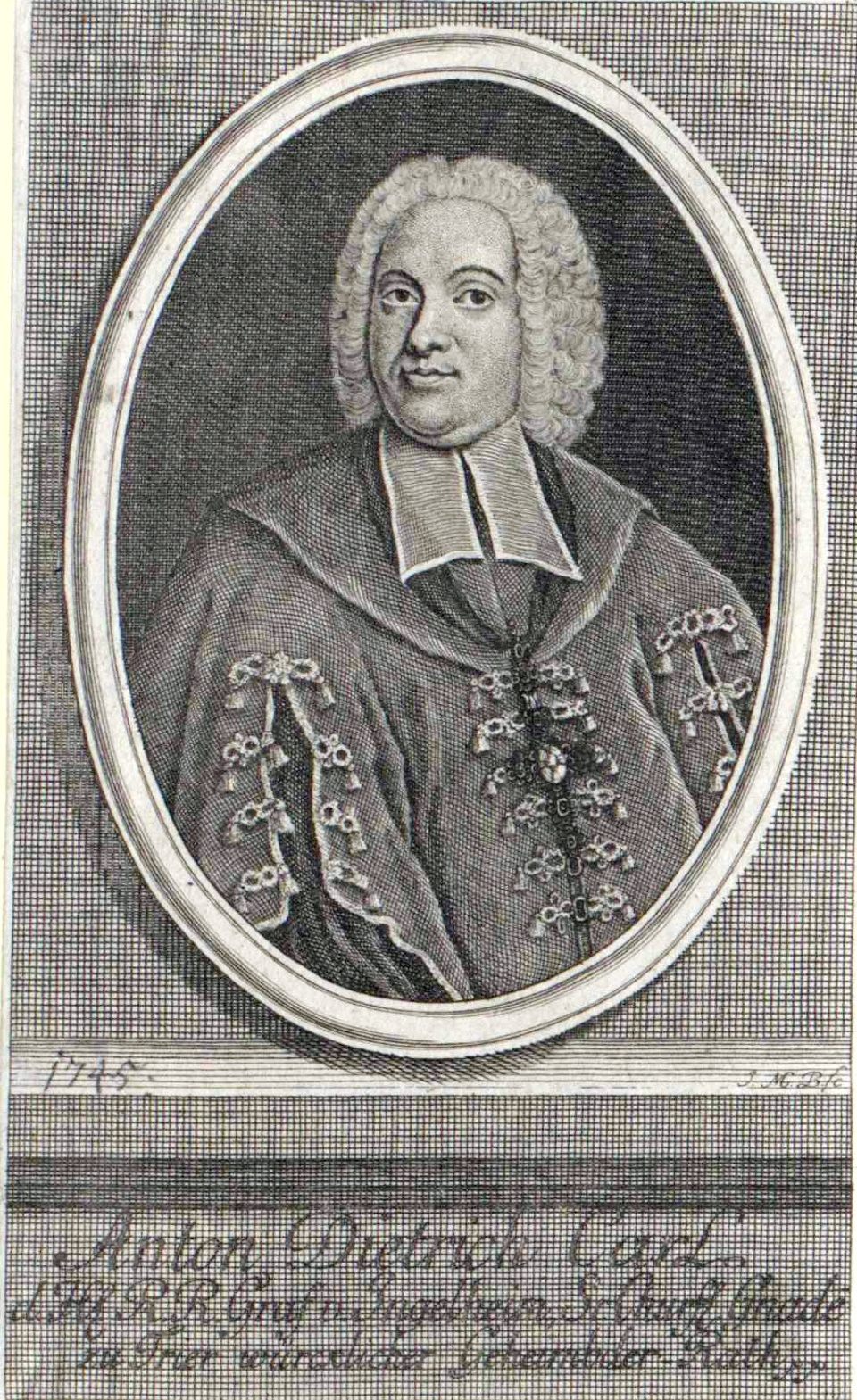
Anton Dietrich Carl von Ingelheim

Anton Dietrich Carl von Ingelheim (* 18. Februar 1690 in Aschaffenburg; † 22. August 1750 in Geisenheim) war ein Reichsgraf, Chorbischof und Diplomat im Bistum Trier.

## Herkunft und Familie
Er entstammte dem Adelsgeschlecht von Ingelheim und wurde geboren als Sohn von Franz Adolf Dietrich von Ingelheim (1659–1742), Kurmainzer Vitztum des Rheingaus, sowie dessen Gattin Ursula von Dalberg (1668–1730). Seit Einheirat der Erbtochter des im Mannesstamm erloschenen Adelsgeschlechts der Echter von Mespelbrunn, im 17. Jahrhundert, führte die Familie den vollen Namen Grafen von Ingelheim genannt Echter von und zu Mespelbrunn. Sechs seiner Schwestern lebten als geistliche Stiftsdamen, sein Bruder Anselm Franz von Ingelheim (1683–1749) wurde Fürstbischof von Würzburg. Maria Clara von Dalberg geb. von Schönborn, ihre Großmutter mütterlicherseits, war die Schwester des Mainzer Kurfürsten Lothar Franz von Schönborn, dessen Vorgänger Anselm Franz von Ingelheim (1634–1695) der Großcousin ihres Großvaters Philipp Ludwig von Ingelheim.

## Leben

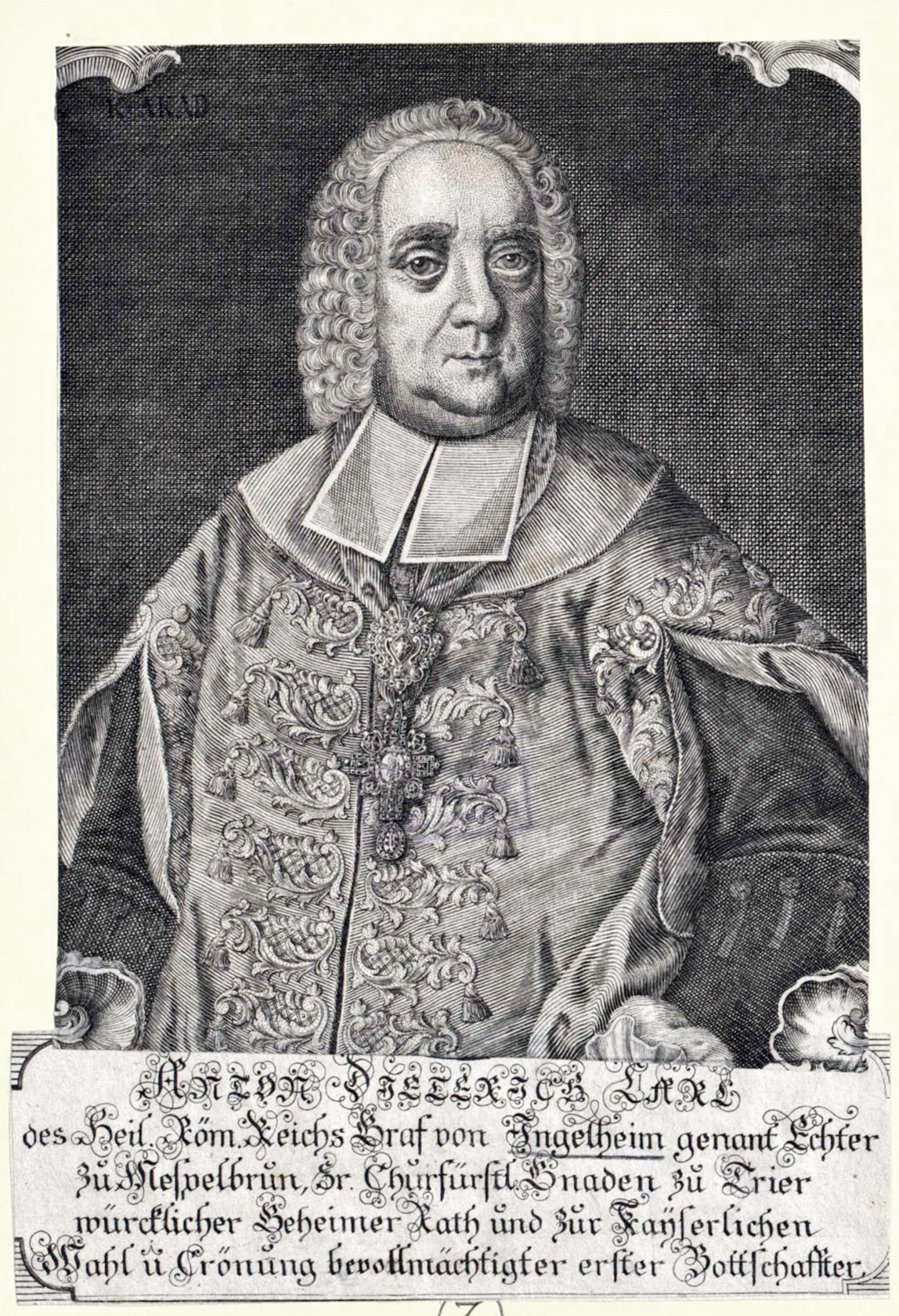
Altersbildnis

Anton Dietrich Carl schlug die geistliche Laufbahn ein. Er wurde Domkapitular zu Trier und wirkte dort seit 1734 als Ober-Chorbischof. Im Bistum Lüttich und in Halberstadt besaß er je eine Domherrenpfründe. Er gehörte auch zusätzlich dem Stiftskapitel von St. Alban vor Mainz an. Ab 1734 amtierte Freiherr von Ingelheim als kurtrierischer Statthalter in Koblenz. Er bekleidete außerdem die Ämter eines kaiserlichen und trierischen Geheimrates. Bei den Wahlen der Kaiser Karl VII. (1742) und Franz I. Stephan (1745) fungierte Ingelheim als Gesandter seines Kurfürsten.